# 全州镇
全州镇，是中华人民共和国广西壮族自治区桂林市全州县下辖的一个乡镇级行政单位。

## 行政区划
全州镇下辖以下地区：
民主社区、建设社区、和平社区、光明社区、北门社区、集才社区、前进村、七一村、龙岩村、大新村、竹溪田村、福坪村、柘桥村、水南村、绕山村、邓家埠村、大贵村、青龙村和田伟村。